# Anton Ulrich de Brunswick
Anton Ulrich (germană Anton Ulrich von Braunschweig-Wolfenbüttel; 28 august 1714 – 4 mai 1774), Duce de Brunswick-Lüneburg, a fost soțul Marii Ducese Anna Leopoldovna a Rusiei, care a domnit ca regentă a Rusiei timp de un an.

## Biografie
Anton Ulrich a fost al doilea fiu al Ducelui Ferdinand Albert al II-lea de Brunswick-Lüneburg și a Prințesei Antoinette Amelie de Brunswick-Lüneburg. Sora mamei lui, Elisabeta, soția împăratului Carol al VI-lea, a aranjat pentru el căsătoria cu Ducesa Elisabeta de Mecklenburg-Schwerin (cunoscută ca "Anna Leopoldovna"), fiica lui Karl Leopold, Duce de Mecklenburg-Schwerin, și nepoata Țarului Ivan al V-lea al Rusiei.

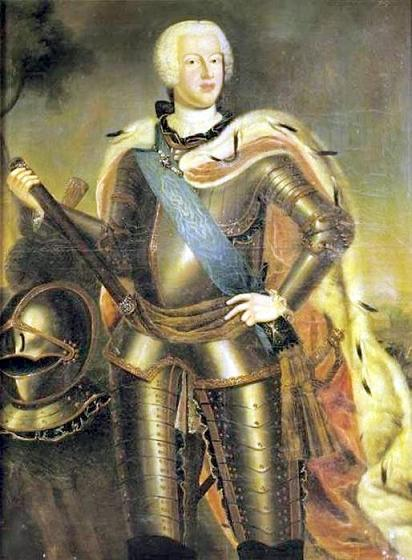
Anton Ulrich de Brunswick

Anton a ajuns în Rusia în 1733, așa că el și Anna s-au putut cunoaște unul pe altul. Căsătoria a avut loc în 1739. Mariajul a fost destinat să consolideze relațiile dintre casele Romanov și Habsburg. În 1740, fiul lor minor, Ivan, a devenit țar sub numele de Ivan al VI-lea. Inițial, Ernst Biron a fost regent, dar când au apărut zvonuri că Biron plănuiește să exileze pe Anton și Anna în  Germania, s-a organizat o lovitură de stat și Anna a fost numită regentă. Nu după mult timp, lovitura din 1741 a scos familia de la putere.
Noua împărăteasă, Elisabeta a Rusiei, i-a arestat pe Anton Ulrich, soția și copiii acestora, care au rămas închiși toată viața. Anii de închisoare au fost grei, iar familiei i s-au refuzat periodic mai multe lucruri necesare. Practic, orice comunicare cu lumea exterioară, cu excepția câtorva funcționari, le-a fost interzisă. Guvernatorul de Arkhangelsk i-a vizitat în mod regulat pentru a se interesa de sănătatea lor. În 1762, împărăteasa Ecaterina i-a oferit Ducelui permisiunea de a părăsi Rusia, cu condiția să-și părăsească copiii; el a refuzat. Înainte să moară și-a pierdut vederea. A fost îngropat foarte discret, iar soldaților li s-a interzis să dezvăluie locul de înmormântare, însă sicriul său a fost decorat cu argint.
Copiii care au supraviețuit au fost eliberați din închisoare și dați în custodia mătușii lor, regina daneză văduvă Juliana Maria de Brunswick-Wolfenbüttel. Ei au fost duși la fortăreața Novodvinsk în noaptea de 27 iunie 1780 și au părăsit Rusia la 30 iunie. S-au stabilit la Jutland, unde au trăit în condiții confortabile în arest la domiciliu pentru restul vieții lor, sub supravegherea Julianei. Ecaterina a plătit o pensie pentru ei până când ultimul dintre ei a murit în 1807.

## Familie
Anton Ulrich și Anna Leopoldovna au avut următorii copii:
- Ivan al VI-lea (1740–1764) (a domnit ca Țar 1740-1741)
- Ecaterina Antonovna de Brunswick (1741–1807)
- Elisabeta Antonovna de Brunswick (1743–1782)
- Petru Antonovici de Brunswick (1745–1798)
- Alexei Antonovici de Brunswick (1746–1787)